# Тихая улица (фильм, 1917)
«Тихая улица» (англ. Easy Street) — немой короткометражный фильм Чарли Чаплина, выпущенный 22 января 1917 года. Один из последних фильмов снятых им на студии «Мьючюэл».
Гарри Б. Паркинсон в своём фильме «История жизни Чарли Чаплина» (англ. The Life Story of Charlie Chaplin, 1928) делает предположение, что источником вдохновения при создании «Тихой улицы» Чаплину послужила улица его детства East Street в южной части Лондона — с её бедностью, хулиганством, алкоголизмом, домашним насилием. На съёмочной площадке Чаплин получил повреждение после того как 16 декабря 1917 года приготовленный для съёмок фонарный столб согнулся не вовремя. Актёр поранил лицо и несколько дней не мог гримироваться.

## Сюжет

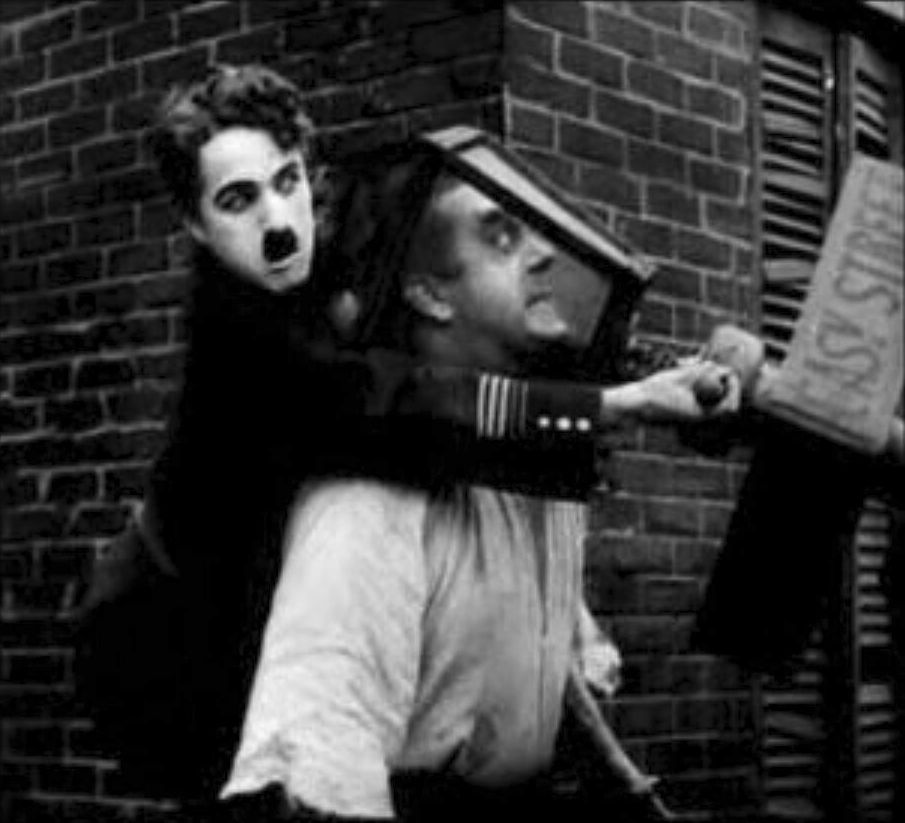
Кадр из фильма

Огромный хулиган Громила и шайка анархистов терроризируют Тихую улицу. Полиция не справляется со своими обязанностями. Бродяга, влюблённый в красивую сотрудницу миссии, устраивается на службу в полицию. Его отправляют патрулировать Тихую улицу. Хулиган нападает на нового полицейского. Бродяга справляется с Громилой и его шайкой и устанавливает порядок на улице.

## В ролях
- Чарли Чаплин — Бродяга-полицейский
- Эдна Пёрвиэнс — сотрудница миссии
- Эрик Кэмпбелл — Громила, хулиган
- Шарлотта Мино — жена Громилы
- Альберт Остин — проповедник / полицейский
- Лойал Андервуд — отец семейства
- Генри Бергман — анархист

## Релиз на видео
В 2001 году в России фильм выпущен с русскими субтитрами студией «Интеракт» и компанией «Видеочас» на видеокассетах VHS под названием «Лёгкая улица» вместе с фильмом «Исцеление», и на DVD вместе с тем же короткометражным фильмом и полнометражным — «Цирк».